# 潮出版社
株式会社潮出版社（うしおしゅっぱんしゃ）は、宗教団体創価学会系の出版社。1960年（昭和35年）7月2日創業。

## 概要
創価学会系の出版社。社団法人・日本雑誌協会に加入している。
現在は総合月刊誌「潮」の刊行がメインで、列車内の中吊り広告なども積極的に行っている。その一方で、文芸では沼正三『ある夢想家の手帖から』、政治学ではモーリス・デュベルジェ『政党社会学』、また、横山光輝版『三国志』に代表される「歴史マンガ」など、それぞれの分野で高い評価を受ける作品も出版している。
学会との結びつきがより強い聖教新聞社の発行紙誌とは異なり、出版物の執筆者やインタビュー（インタビュー対象者）らは創価学会会員とは限らず、むしろ非会員も含める形で対象としている。また、記事の内容も布教や広報宣伝（広宣）目的ばかりではない。この傾向は第三文明社も同様で、創価学会内の位置づけは潮出版社＝文芸誌出版社、第三文明社＝一般誌出版社と考えられる。
とはいえ、創価学会のプロパガンダ媒体であることに変わりはなく、創価学会批判を繰り広げる週刊新潮（新潮社）などを、誌上で批判することも多い。また、月刊「潮」では、池田大作（創価学会名誉会長兼SGI会長）とミハイル・ゴルバチョフ（元ソ連共産党書記長）ら海外著名人の対談がレギュラー企画として設けられていた。少年漫画雑誌でも、希望の友時代に掲載された『牧口先生』は、創価学会創設者の一人で初代会長・牧口常三郎の伝記的漫画作品であり、学会員で文芸部に所属している漫画家である北野英明による作品で、わずかながらそういった創価学会の広報的作品が存在していた。それらの作品は後に、学会幹部の伝記的フィクション作品を独占的に扱う聖教新聞社に版元が移っている。
母体が仏教系の宗教団体ということもあり、手塚治虫の『ブッダ』に代表されるように仏教系のフィクション作品が多いのが特徴である。学会が日蓮正宗と破門する前は関連作品も多く診られたが、それ以降は絶版となり、人気の高い作品は他社から復刊されている事も少なくない。
桑原武夫学芸賞を主催していたが、2012年で終了した。
文庫本レーベルは潮文庫。長らく休止していたが、潮出版社から文芸単行本として出していた古川智映子（創価学会芸術部員）の『小説 土佐堀川』が、2015年下半期の連続テレビ小説『あさが来た』の原案に選ばれた事からレーベルが復活した。
漫画月刊誌は、時代順に『希望の友』『少年ワールド』『コミックトム』『コミックトムプラス』と刊行してきたが、現在は『WEBコミックトム』だけで、紙媒体の雑誌は刊行していない。また、これら各誌連載作をまとめた漫画単行本の基礎レーベル名は希望コミックスとなっている。
なお、1980年代まで一般書店ルートでの販売網は弱く、地域によっては創価学会の会館や聖教新聞の販売店以外での購入は難しかった。このため、1975年（昭和50年）に発行された横山光輝「三国志」単行本の「希望の友」広告には「予約注文制」「お手数でも書店に定期購読のお申し込みを」という漫画雑誌としては異例の文字が見られた。

## 出版物

### 雑誌
- 潮 - 月刊総合雑誌
- pumpkin（パンプキン）　- 月刊女性雑誌
- 希望の友（1965年（昭和40年） - 1978年（昭和53年）） - 月刊漫画雑誌。「少年ワールド」に改題。
- 少年ワールド（1978年（昭和53年） - 1979年（昭和54年）） - 月刊漫画雑誌。「コミックトム」に改題。
- コミックトム（1980年（昭和55年） - 1997年（平成9年）） - 月刊漫画雑誌。「コミックトムプラス」に改題。
- コミックトムプラス（1998年（平成10年） - 2001年（平成13年）） - 月刊漫画雑誌。廃刊。

### 絵本
- 希望の友えほん（1968年（昭和43年） - 1975年（昭和50年）） - 朝日ソノラマ製作の中村メイコの語りによる朗読ソノシートが付いた月刊絵本で、90号程発刊された。幼児向けだが、創価学会系列らしく、仏教物語や、学会と当時関係にあった日蓮正宗の関連作品がほとんどだった。学会の直系作品は一切無かった。